# X-Games Norway 2018
Die X-Games Norway 2018 fanden vom 18. bis 20. Mai 2018 in Fornebu statt. Nach 2016 und 2017 wurden zum dritten Mal X-Games-Wettbewerbe in Norwegen ausgetragen. Die Wettbewerbe wurden von ESPN und TV 2 veranstaltet. Ausgetragen wurden im Freestyle-Skiing und im Snowboard die Disziplin Big Air und im Skateboard die Disziplin Street. An den Wettkämpfen nahmen 67 Athleten teil.

## Medaillenspiegel
| Rang | Land               | Gold | Silber | Bronze | Gesamt |
| ---- | ------------------ | ---- | ------ | ------ | ------ |
| 1    | Brasilien          | 2    | 0      | 2      | 4      |
| 2    | Japan              | 2    | 0      | 0      | 2      |
| 3    | Norwegen           | 1    | 1      | 2      | 4      |
| 4    | Schweden           | 1    | 1      | 0      | 2      |
| 5    | Vereinigte Staaten | 0    | 3      | 1      | 4      |
| 6    | Schweiz            | 0    | 1      | 0      | 1      |
| 7    | Finnland           | 0    | 0      | 1      | 1      |

## Freestyle-Skiing

### Frauen Big Air
| Rang | Name                       | Punkte |
| ---- | -------------------------- | ------ |
|      | Jennie-Lee Burmansson      | 77,66  |
|      | Giulia Tanno               | 73,66  |
|      | Tiril Sjåstad Christiansen | 73,33  |
| 4    | Sarah Höfflin              | 69,66  |
| 5    | Dominique Ohaco            | 67,00  |
| 6    | Lara Wolf                  | 65,33  |
| 7    | Zuzana Stromková           | 37,33  |

### Männer Big Air
| Rang | Name               | Punkte |
| ---- | ------------------ | ------ |
|      | Birk Ruud          | 85,33  |
|      | Henrik Harlaut     | 83,99  |
|      | Øystein Bråten     | 77,32  |
| 4    | Alexander Hall     | 76,66  |
| 5    | Christian Nummedal | 76,33  |
| 6    | Fabian Bösch       | 72,00  |
| 7    | James Woods        | 50,32  |
| 8    | Kai Mahler         | 42,66  |

## Snowboard

### Frauen  Big Air
| Rang | Name                 | Punkte |
| ---- | -------------------- | ------ |
|      | Kokomo Murase        | 87,66  |
|      | Julia Marino         | 72,99  |
|      | Enni Rukajärvi       | 66,99  |
| 4    | Zoi Sadowski-Synnott | 62,66  |
| 5    | Reira Iwabuchi       | 60,33  |
| 6    | Silje Norendal       | 57,00  |
| 7    | Anna Gasser          | 47,66  |
| 8    | Cheryl Maas          | 37,66  |

### Männer Big Air
| Rang | Name              | Punkte |
| ---- | ----------------- | ------ |
|      | Takeru Otsuka     | 91,00  |
|      | Marcus Kleveland  | 86,33  |
|      | Chris Corning     | 83,66  |
| 4    | Sébastien Toutant | 79,33  |
| 5    | Maxence Parrot    | 53,99  |
| 6    | Mark McMorris     | 52,33  |
| 7    | Kyle Mack         | 48,00  |
| 8    | Yūki Kadono       | 37,66  |

## Skateboard

### Frauen Street
| Rang | Name             | Punkte |
| ---- | ---------------- | ------ |
|      | Letícia Bufoni   | 84,66  |
|      | Lacey Baker      | 78,33  |
|      | Pamela Rosa      | 75,33  |
| 4    | Candy Jacobs     | 74,33  |
| 5    | Julia Brückler   | 71,33  |
| 6    | Alexis Sablone   | 69,00  |
| 7    | Mariah Duran     | 66,33  |
| 8    | Samarria Brevard | 55,66  |

### Männer Street
| Rang | Name           | Punkte |
| ---- | -------------- | ------ |
|      | Kelvin Hoefler | 94,66  |
|      | Jagger Eaton   | 88,00  |
|      | Felipe Gustavo | 83,66  |
| 4    | Yuto Horigome  | 82,33  |
| 5    | Sean Malto     | 80,00  |
| 6    | Luan Oliveira  | 74,00  |
| 7    | Hermann Stene  | 28,00  |